# Hrádek (Rokycany)
Hrádek é uma cidade checa localizada na região de Plzeň, distrito de Rokycany.